# 南库尔泽梅市镇
南库尔泽梅市镇是拉脫維亞的市镇，位于该国西南部，行政中心为格羅比尼亞。市镇面積为3,591平方公里，人口数量为33,364人（2021年）。

## 历史

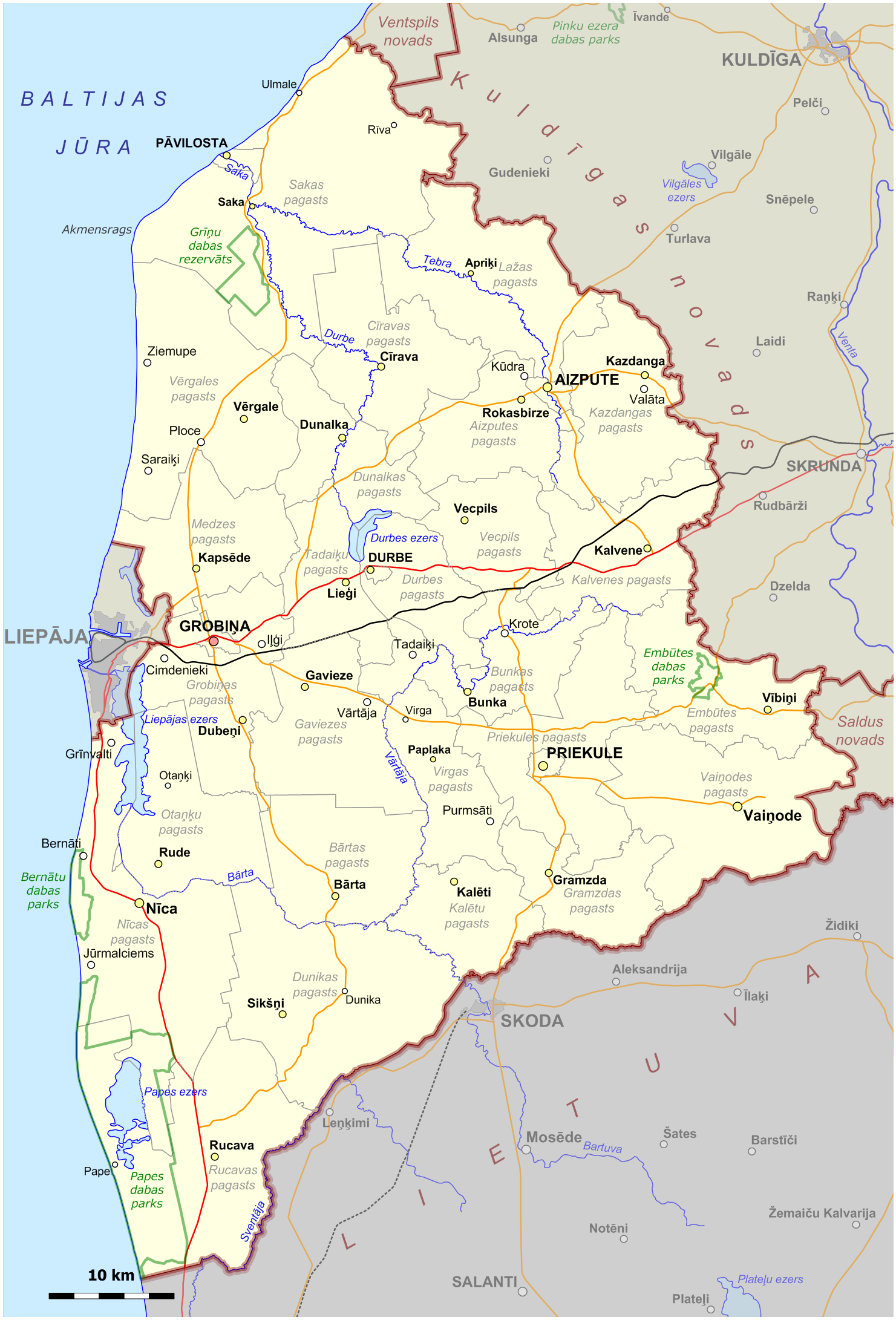
南库尔泽梅市镇地图

南库尔泽梅市镇与存在于1991至2009年间的利耶帕亚区范围相同。在2009年的行政区划改革中，利耶帕亚区被分成8个市镇：艾茲普泰市鎮、杜爾貝市鎮、格羅比尼亞市鎮、尼察市鎮、帕維洛斯塔市鎮、普列庫萊市鎮、魯察瓦市鎮和瓦伊尼奧代市鎮。2020年，拉脱维亚议会批准了有关将119个市镇级别的行政单位减少至42个的决议，包括将上述8个市镇合并为南库尔泽梅市镇。2021年6月5日举行了市镇议会的选举，包括南库尔泽梅市镇在内的所有新的市镇从2021年7月1日正式运作。